# Ramussia
Ramussia (лат.) — род коротконадкрылых жуков трибы Trichonychini из подсемейства ощупники (Pselaphinae, Staphylinidae). 

## Распространение
Дальний Восток России и ?Австралия.

## Описание
Мелкие коротконадкрылые жуки—ощупники (Pselaphinae). Длина тела около 1,5 мм. Усики 11-члениковые с 3-члениковой булавой. Основная окраска красно-коричневая. От близких групп (например, от рода Ramecia) отличается наличием придаточного коготка только на задних лапках; срединные ямки среднегруди расставлены; щит среднегруди в форме треугольника; впадины средних тазиков замкнутые.

## Классификация
Род был впервые выделен в 1991 году российским энтомологом Сергеем Александровичем Курбатовым. Ramussia идентифицируется как член подтрибы Panaphantina из трибы Trichonychini (надтриба Euplectitae из подсемейства Pselaphinae, Staphylinidae).
- ?Ramussia camponoti (Lea, 1912) — Австралия[5] 
  - =Limoniates camponoti Lea, 1912
- Ramussia captiosum Kurbatov, 2022 — Сахалин
- Ramussia lovtsovae Kurbatov, 2022 — Сахалин
- Ramussia parabilis Kurbatov, 1991 — Приморский край
  - =Ramussia parabile Kurbatov, 1991
- Ramussia svetlanae Kurbatov, 2022 — Кунашир